# 陇东镇 (清水县)
陇东镇，是中华人民共和国甘肃省天水市清水县下辖的一个乡镇级行政单位。
2016年，甘肃省民政厅批复同意撤销陇东乡，设立陇东镇。

## 行政区划
陇东镇下辖以下地区：
风台村、坪道村、崔杨村、谢沟村、庙湾村、赵硖村、朱湾村、田湾村、朱河村、安儿村、石李村、梁庄村和贾集村。